# Demolition (worstelteam)
Demolition is een professioneel worstelteam dat actief was in de World Wrestling Federation (WWF). De team bestaat uit Ax, Smash en Crush. Ze wonnen in WWF drie keer de WWF Tag Team Championship.
Rick Derringer maakte samen met een aantal zangers, andere muzikanten en worstelaars enkele muziekalbums voor de WWF. Voor Demolition maakte hij het hardrock- en metalnummer Demolition van het album Piledriver: The Wrestling Album II, dat op 21 september 1987 uitkwam. Het nummer was het opkomstnummer en was tevens een (korte) hit in de Verenigde Staten.

## In het worstelen
- Finishers
  - Demolition Decapitation (Backbreaker hold / Diving elbow drop combinatie)

- Signature moves
  - Double clothesline

- Managers
  - Mr. Fuji
  - Luscious Johnny V

## Prestaties
- Great Lakes Championship Wrestling
  - GLCW Tag Team Championship (1 keer)

- United States Xtreme Wrestling
  - USXW Tag Team Championship (1 keer)

- Keystone State Wrestling Alliance
  - KSWA Tag Team Championship (1 keer)

- United States Xtreme Wrestling
  - USXW Tag Team Championship (1 keer)

- World Wrestling Federation
  - WWF Tag Team Championship (3 keer)